# Emil Gilels

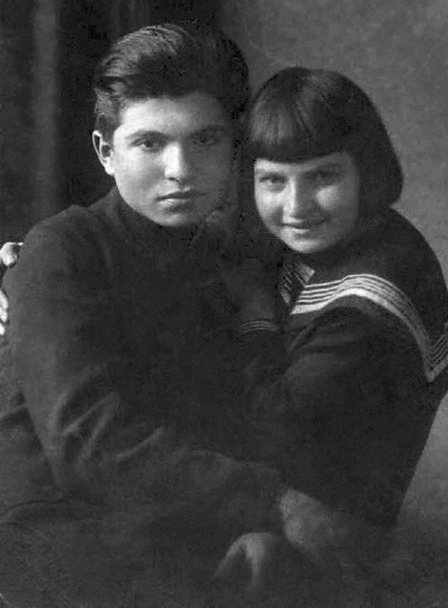
Emil mit seiner Schwester Jelisaweta um das Jahr 1930

Emil Grigorjewitsch Gilels (russisch Эмиль Григорьевич Гилельс; * 6.jul. / 19. Oktober 1916greg. in Odessa; † 14. Oktober 1985 in Moskau) war ein sowjetisch jüdischer Pianist. Er zählt neben Swjatoslaw Richter bis heute zu den größten sowjetischen Pianisten und gilt als einer der bedeutendsten Beethoven-Spieler überhaupt.

## Leben
Gilels’ Eltern waren Esfir und Grigori Gilels. Sie gehörten zur großen jüdischen Gemeinde in Odessa. Schon früh stellte sich heraus, dass Emil das absolute Gehör hatte. Er begann schon mit zwei Jahren, den Flügel in der elterlichen Wohnung auszuprobieren. Mit fünfeinhalb Jahren nahm er Klavierunterricht bei Jakob Tkatsch. Der Klavierlehrer ging klug mit dem außergewöhnlichen Talent um und vermied es, Emil Gilels als Wunderkind zu präsentieren. So konnte sich der junge Pianist sorglos entwickeln. Mit zwölf gab er sein erstes Konzert, in dem er unter anderem die Klaviersonate Nr. 8 (Beethoven) vortrug.
1930 wurde Emil Gilels am Konservatorium Odessa aufgenommen, nachdem er die Aufnahmeprüfung bestanden hatte. Dort kam er in die Klasse der Klavierpädagogin Berta Reingbald. 1932 brachte die Klavierlehrerin den Sechzehnjährigen zu Heinrich Neuhaus, dem er vorspielen durfte. Neuhaus war nicht überzeugt, doch Reingbald ließ ihren Schüler trotzdem beim damals bedeutendsten sowjetischen All-Union-Klavierwettbewerb 1933 teilnehmen. Dort spielte Emil Gilels alle Mitbewerber praktisch an die Wand, der Saal tobte nach dem letzten Akkord, und selbst die Jury stand auf und applaudierte. Der Gewinn des Wettbewerbs ermöglichte ihm eine erste Tournee durch die Sowjetunion. 1936 spielte er das 1. Klavierkonzert (Beethoven) mit Otto Klemperer als Dirigent in Moskau.
1938 nahm ihn dann Heinrich Neuhaus am Konservatorium Moskau trotz der früheren Bedenken auf. Swjatoslaw Richter war zu dieser Zeit ein anderer Schüler von Neuhaus. 1938 gewann Gilels den Concours Musical Reine Elisabeth in Brüssel, wo er sich unter anderem gegen Arturo Benedetti Michelangeli durchsetzte. Gilels schloss im selben Jahr sein Musikstudium mit dem Examen ab und konnte fortan am Moskauer Konservatorium unterrichten. Ab 1952 war er dort als Professor tätig. Einer seiner Schüler war Waleri Afanassjew.
1940 ging er mit der sowjetischen Pianistin Rosa Tamarkina eine dreijährige Ehe ein. 1947 heiratete er Fariset Hutsistova, die er am Moskauer Konservatorium kennengelernt hatte. Aus der Ehe ging die Tochter Elena Gilels (1948–1996) hervor, die ebenfalls Pianistin wurde.
Sergei Prokofjew widmete Emil Gilels seine 8. Klaviersonate, die Gilels am 30. Dezember 1944 in Moskau zur Uraufführung brachte. Gilels war neben David Oistrach einer der ersten sowjetischen Musiker, die im Ausland Konzerte geben durften. Er debütierte 1955 mit dem 1. Klavierkonzert (Tschaikowski) mit dem Philadelphia Orchestra in den Vereinigten Staaten. Im Unterschied zu vielen anderen sowjetischen Künstlern, die Auslandsaufenthalte dazu nutzten, aus der Sowjetunion zu emigrieren, kehrte Gilels immer wieder dorthin zurück. 1955/56 führte er die fünf Klavierkonzerte von Beethoven auf, was ihm Weltruhm einbrachte. „Gilels war es gelungen, dem Geist und Stil Beethovens zu entsprechen.“ Er spielte in allen größeren Städten der Sowjetunion sowie in allen Hauptstädten Europas. Tourneen führten ihn in die USA und nach Japan. Beethovens Klavierkonzerte nahm er insgesamt sieben Mal auf. Bis zu seinem unerwarteten Tod 1985 mit nur 68 Jahren spielte er fast alle Beethoven-Klaviersonaten ein. Diese Aufnahmen gelten bis heute als maßstäbliche Interpretationen.
Die 4. Auflage des etwas hausbackenen, aber zuverlässigen Handbuchs der Klaviermusik von Otto Emil Schumann erschien 1979, noch zu Lebzeiten von Emil Gilels. Der Umschlag zeigt ihn am Flügel.

## Repertoire und Stil
Im Zentrum seines umfassenden Repertoires standen die Wiener Klassik mit Beethoven und Werke von Robert Schumann und Johannes Brahms sowie Barockmusik und Musik der Moderne. So hat er gemeinsam mit Gidon Kremer und Lazar Gosman als Mitglied des Leningrader Kammerorchesters mehr als 200 Werke der Kammermusik erarbeitet, darunter Stücke von Dmitri Schostakowitsch und Benjamin Britten.
Christian Wildhagen bescheinigte Emil Gilels’ Spielweise „Flexibilität, Eleganz und ein breites Spektrum präzise dosierter Farben“ (NZZ 2016). Seine Auslegungen gelten als ausgewogen, er fand stets den „Goldenen Ton“. Er begeisterte das Publikum, beispielsweise mit der Appassionata. Joachim Kaiser erwähnt eine Live-Aufnahme von 1961 in einem Atemzug mit Arthur Rubinstein und Vladimir Horowitz: Die Live-Aufnahmen (von 1961) „offenbaren eine Meisterschaft, die auf der ganzen Welt kaum mehr als drei Virtuosen im Konzert darbieten könnten“.

## Emil Gilels Foundation
Das internationale Emil-Gilels-Gedenkprojekt der Emil Gilels Foundation im Internet gewährt Einblicke in das Leben und Wirken des Musikers. Die Emils Gilels Foundation veranstaltet im zweijährlichen Rhythmus ein Emil Gilels Festival. Das erste fand vom 26. bis 31. März 2012 in Freiburg im Breisgau statt.

## Ehrungen (Auswahl)
- Stalinpreis (1946)
- Leninorden, dreifach, zuletzt 1961
- Leninpreis (1962)
- Held der sozialistischen Arbeit
- Leopoldsorden (Belgien)
- Ordre national du Mérite, commandeur (1967)
- Robert-Schumann-Preis (1973)[8]
- Ehrenmitglied der London Academy of Music and Dramatic Art (1969)[9]
- Honorarprofessor der Franz-Liszt-Musikakademie (1970)[9]

## Aufnahmen auf Langspielplatten (Auswahl)
- Franz Liszt: Ungarische Rhapsodie Nr. 9 (1951)
- 2. Klavierkonzert (Saint-Saëns), mit André Cluytens (1954)
- 1. Klavierkonzert (Tschaikowski), mit Fritz Reiner (1955)
- 3. Klavierkonzert (Rachmaninow), mit André Cluytens (1955)
- Klaviersonate Nr. 4 (Skrjabin) (1957)
- Beethovens Klavierkonzerte 1–5 mit dem Cleveland Orchestra und George Szell (1968)
- 2. Klavierkonzert (Tschaikowski), mit Lorin Maazel (1972)
- Klaviersonate Nr. 23 (Beethoven), Appassionata (1973)
- 27. Klavierkonzert (Mozart), mit Karl Böhm (1973)
- Sergei Sergejewitsch Prokofjew: Sonate Nr. 3 (live in Köln, 1974)
- Klaviersonate Nr. 29 (Beethoven), Hammerklavier (1982)
- Klavierkonzerte (Brahms), mit Eugen Jochum